# Alexandra Pawlowna Romanowa

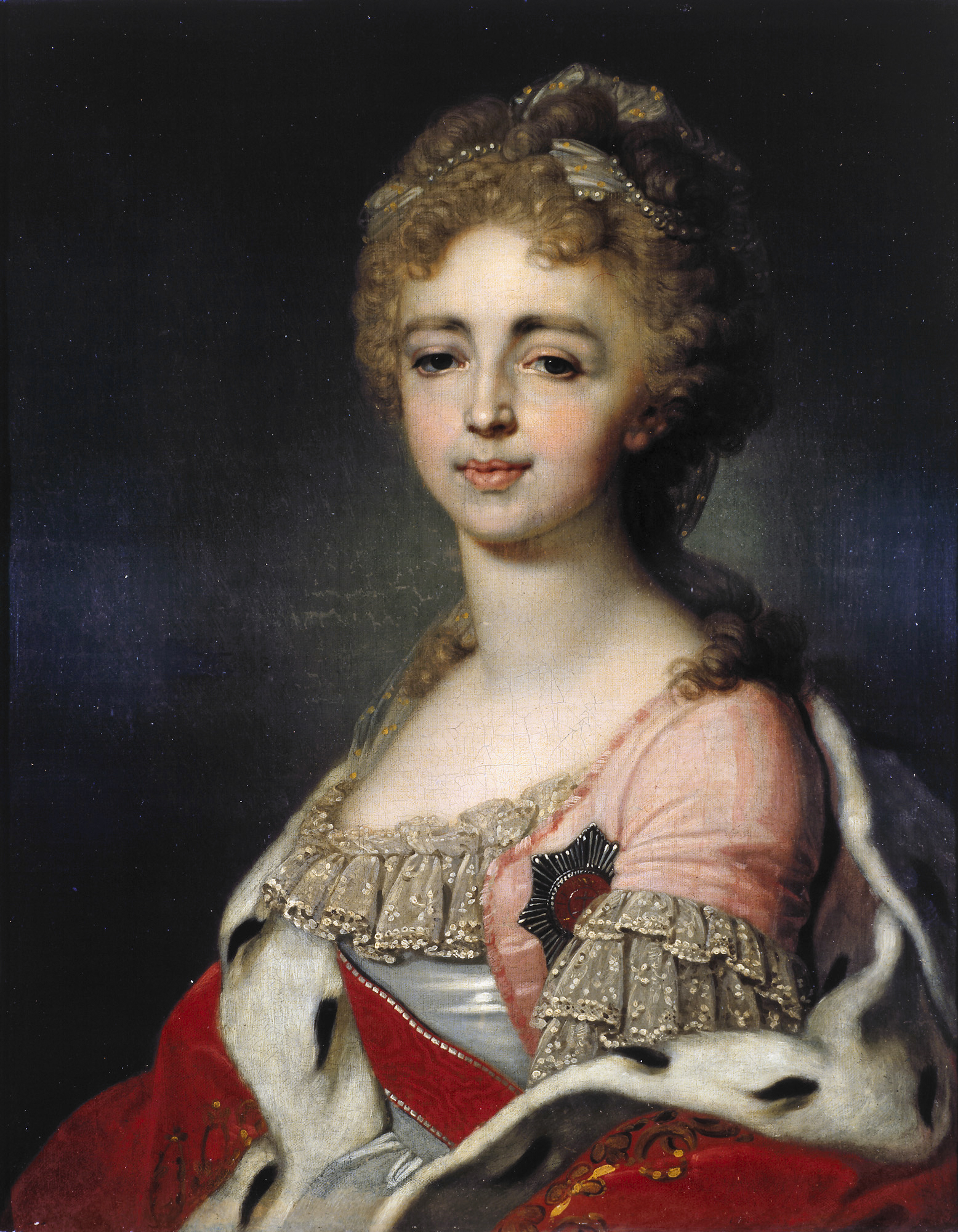
Alexandra Pawlowna Romanowa auf einem Gemälde von Wladimir Lukitsch Borowikowski, gemalt 1798

Alexandra Pawlowna Romanowa, Großfürstin von Russland (* 29. Julijul. / 9. August 1783greg. in Sankt Petersburg; † 16. März 1801 in Ofen) war ein Mitglied des Hauses Romanow-Holstein-Gottorp.

## Leben

### Kindheit und Jugend
Alexandra war die älteste Tochter des Zaren Paul I. von Russland (1754–1801) und seiner zweiten Ehefrau, Zarin Maria Fjodorowna, geborene Sophie Dorothee von Württemberg (1759–1828), Tochter von Herzog Friedrich Eugen von Württemberg und Prinzessin Friederike Dorothea Sophia von Brandenburg-Schwedt. Sie war die Schwester der beiden späteren Zaren Alexander I. und Nikolaus I. Ihre Großmutter väterlicherseits, Zarin Katharina II., zeigte sich enttäuscht über die Geburt ihrer ersten Enkelin: „Ein drittes Kind wurde geboren und es war ein Mädchen, das Alexandra genannt wurde, zu Ehren ihres älteren Bruders. Um die Wahrheit zu sagen, ich bin unendlich mal mehr für Jungen als für Mädchen.“ Im Alter von nur acht Tagen wurde ihr am 6. Augustjul. / 17. August 1783greg. der Katharinenorden verliehen.

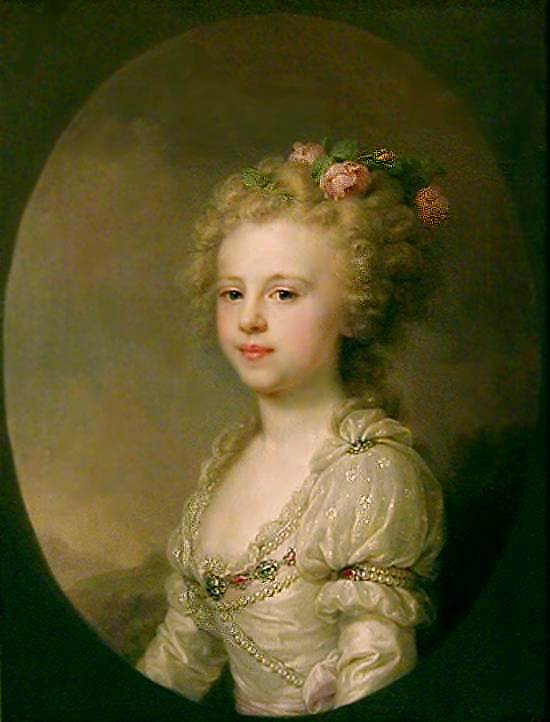
Alexandra Pawlowna Romanowa, gemalt von Johann Baptist von Lampi, um 1790

Der Sekretär der Zarin, Alexander Khrapowitsky schrieb, dass Katharina die neugeborene Großfürstin als sehr hässlich betrachtete und ihr Aussehen mit dem des Bruders Alexander verglich. Die Zarin bemerkte, dass Pauls zweite Tochter, die sechs Monate alte Helena, viel cleverer und charmanter war, als die zweijährige Alexandra. Doch anlässlich der Geburt Alexandras schenkte Zarin Katharina ihrem Sohn und dessen Familie das Schloss Gattschina, in der Stadt Gattschina, südlich von Sankt Petersburg.

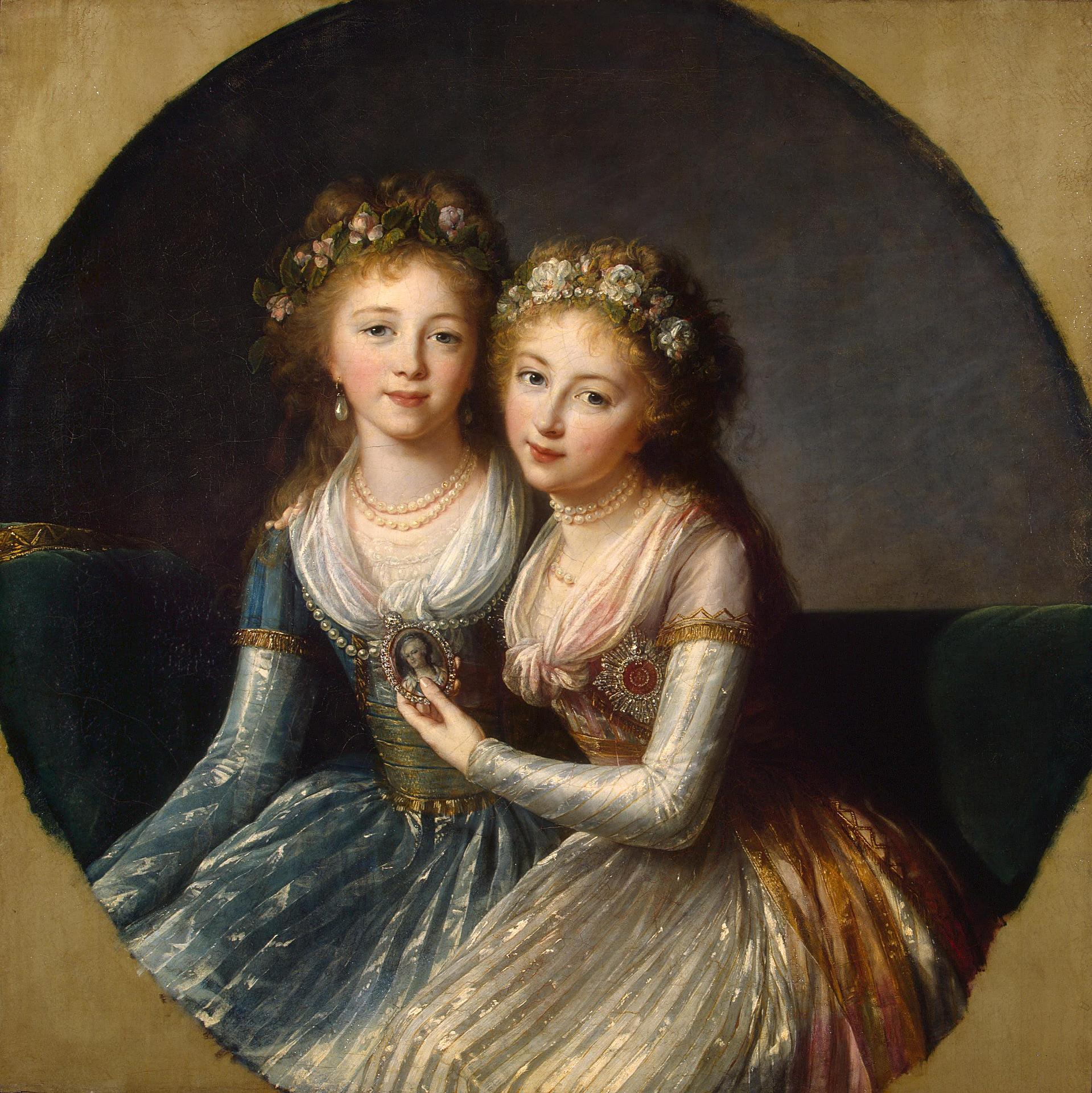
Alexandra und Helena Pawlowna Romanowa, von Élisabeth Vigée-Lebrun (1796)

Später verbesserte sich das Verhältnis zwischen Alexandra und ihrer Großmutter. Am 12. März 1787 schrieb Katharina an sie: „Alexandra Pawlowna, ich bin immer froh, dass du klug und nicht weinerlich bist. Du bist intelligent und damit bin ich zufrieden. Danke, dass du mich liebst, ich werde dich lieben.“ Im Laufe der Zeit entwickelte Katharina eine feste Bindung zu ihrer Enkelin. Sie notierte: „Sie (Alexandra) liebt mich mehr als jeder andere in der Welt und ich glaube, sie ist bereit alles zu tun, nur um mir zu gefallen, oder zumindest meine Aufmerksamkeit für einen Moment zu bekommen.“
Von allen Geschwistern stand ihr die ein Jahr jüngere Helena am nächsten. Die beiden wurden oft zusammen gemalt. Alexandra erhielt eine Erziehung, die der eines Mädchens der damaligen Zeit entsprach. Sie wurde ausschließlich von Gouvernanten und Hauslehrern in den Sprachen Englisch, Französisch und Deutsch unterrichtet. Außerdem erhielt sie Unterricht im Zeichnen, in Musik und höfischer Konversation. Alexandras Erziehung und der ihrer Schwestern oblag Charlotte von Lieven, ab 1801 Obersthofmeisterin. Die Großfürstin galt als äußerst fleißige und wissbegierige Schülerin. Im Jahre 1787 schrieb ihre Mutter stolz, sie mache bemerkenswerte Fortschritte fleißig zu werden und beginne vom Deutschen zu übersetzen. Alexandra war fasziniert von der Malerei. Ihr wurde wie in Musik ein großes Talent zugesprochen.
1790 beschrieb Zarin Katharina ihre Enkelin in einem Brief an Friedrich Melchior Grimm: „... Das dritte ist ein Porträt der Großfürstin Alexandra. Während ihrer ersten sechs Lebensjahre fand ich nichts besonderes an ihr. Aber seit einem Jahr machte sie eine überraschende Veränderung durch: sie wurde immer schöner und nahm eine Haltung an, die sie älter erscheinen lässt. Sie spricht vier Sprachen, kann gut zeichnen und schreiben, spielt auf dem Cembalo, singt, tanzt, lernt schnell und zeigt einen angenehmen sanften Charakter.“

### Verlobung mit Gustav IV. Adolf von Schweden

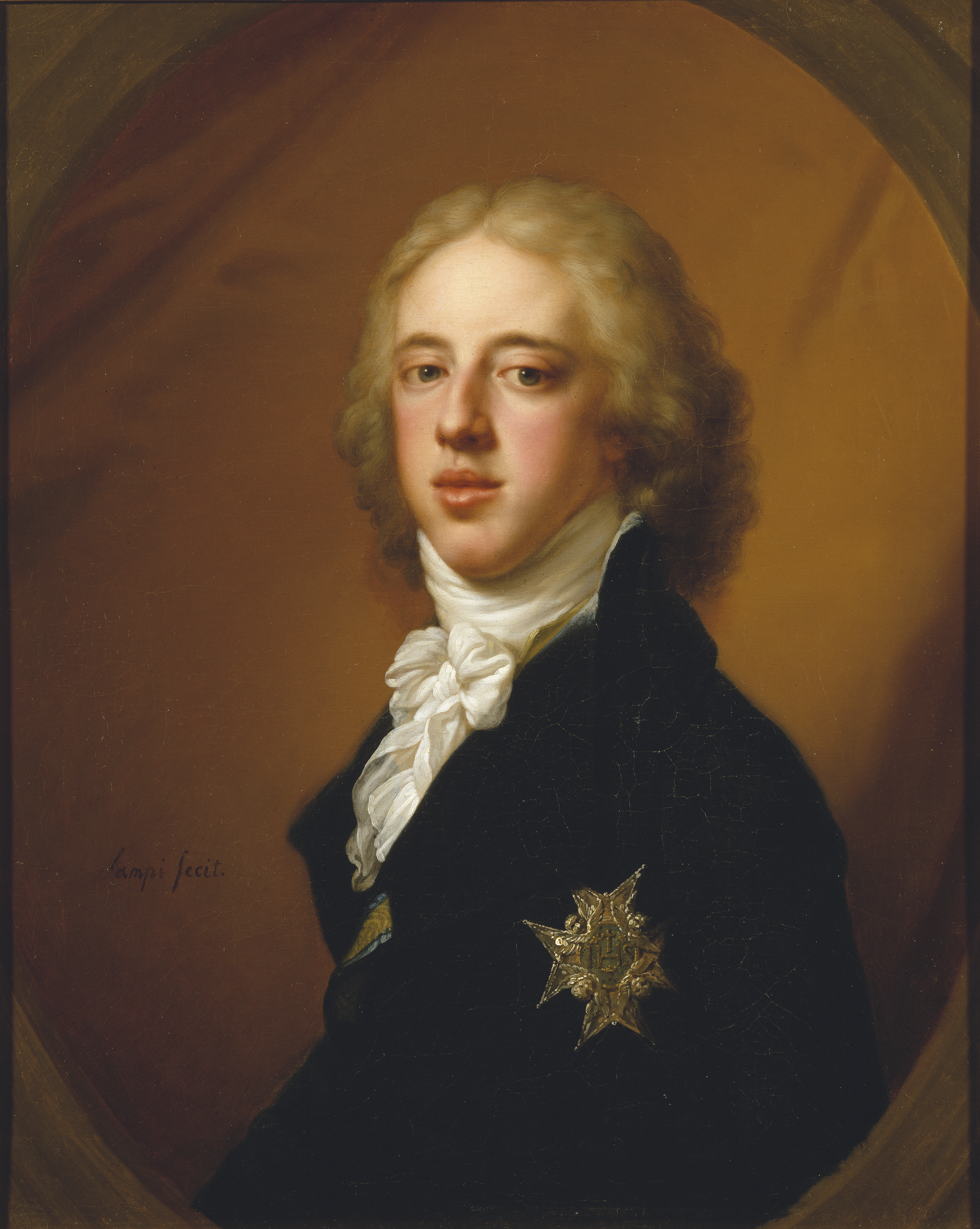
König Gustav IV. Adolf von Schweden (1778–1837)

Katharina II. wollte ihre 13-jährige Enkelin Alexandra gerne mit dem schwedischen König Gustav IV. Adolf (1778–1837) vermählen. Durch diese Verbindung sollten politische Probleme zwischen Russland und Schweden gelöst werden. Die Verhandlungen über eine mögliche Ehe wurden bald gestartet. Als der König 1796 Russland besuchte, verliebte sich Alexandra auf den ersten Blick in ihn. Gustav Adolf war von ihrer Naivität und Liebenswürdigkeit entzückt und bat sogleich Katharina II. um ihre Hand. Die Zarin war begeistert. Bei der ganzen Aufregung hatte sie die Sache mit der Religion übersehen. Als Königin von Schweden müsste Alexandra von der russisch-orthodoxen Kirche zum evangelisch-lutherischen Glauben übertreten. Gustav Adolf müsste zustimmen, Alexandra zu erlauben, weiterhin russisch-orthodox zu sein, wenn er sie liebe. Nach langwierigen Verhandlungen wurde ihre Verlobung für den 11. September festgelegt. Einen Tag vor der Verlobung las der König im Verlobungsvertrag, dass Alexandra auch nach der Heirat ihre Religion behalten würde. Gustav Adolf explodierte vor Wut, erklärte, man hätte ihn in eine Falle gelockt. Er schwor, niemals zuzustimmen, seinem Volk eine orthodoxe Königin zu geben. Am Tag der Verlobung erschien er nicht. 
Katharina II. starb wenige Monate nach der geplatzten Verlobung. Gustav IV. Adolf heiratete 1797 Prinzessin Friederike von Baden, die jüngere Schwester von Alexandras Schwägerin Elisabeth Alexejewna.

### Heirat mit Erzherzog Joseph von Österreich

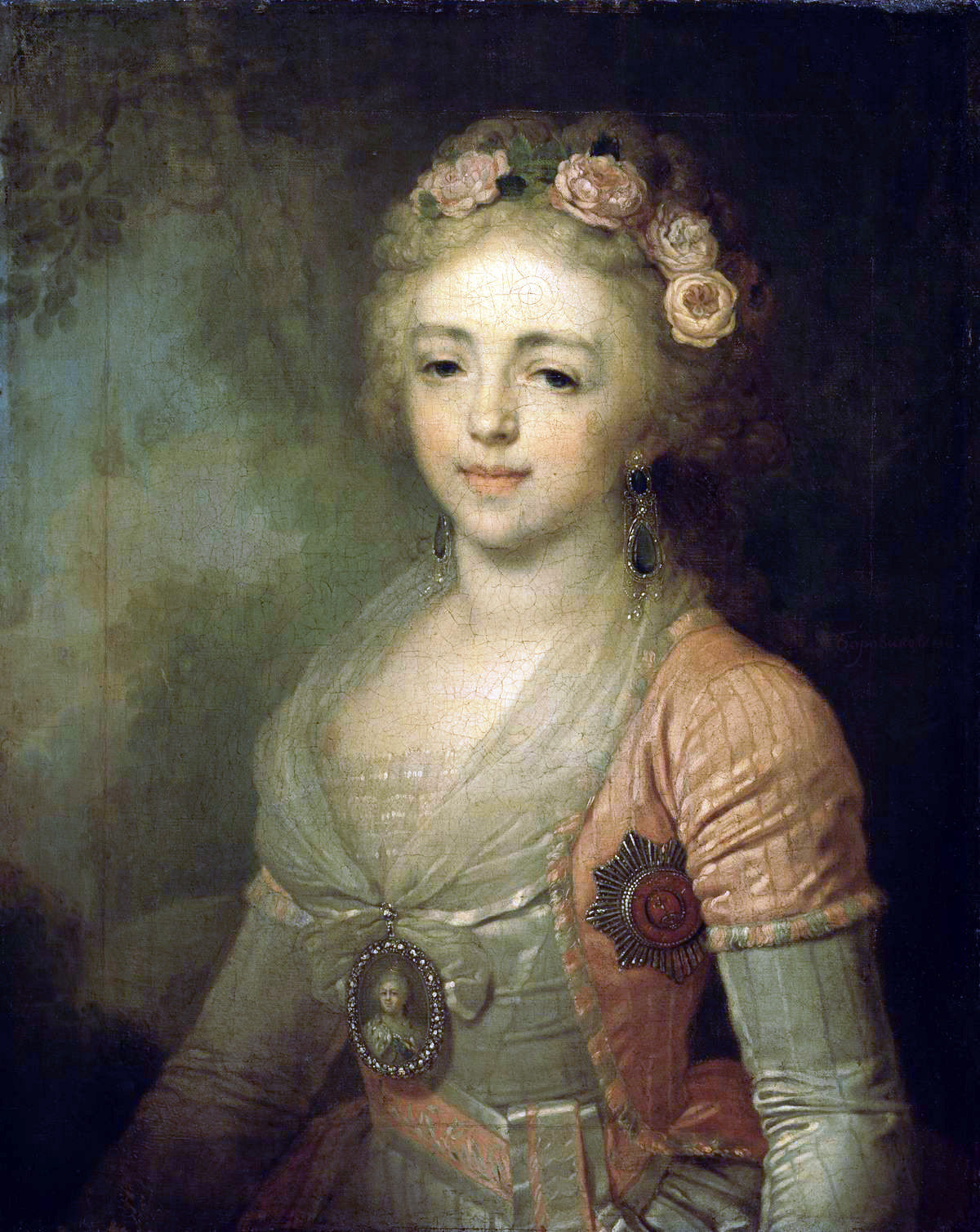
Alexandra Pawlowna Romanowa, Gemälde von Wladimir Lukitsch Borowikowski um 1795

Die Großfürstin wurde am 20. Februar (3. März) 1799 mit dem sieben Jahre älteren Erzherzog Joseph von Österreich, Palatin von Ungarn (1776–1847), nachdem derselbe am 19. Februar (2. März) unter dem Incognito eines „Grafen von Burgau“ in St. Petersburg angekommen war, feierlich verlobt. Am 30. Oktober 1799 wurde die Trauung auf dem unweit von St. Petersburg gelegenen Lustschlosse Gattschina, zuerst in der kaiserlichen Kapelle nach russisch-orthodoxem Ritus und danach im Rittersaale (vor dem extra für diesen Zweck aufgestellten und geweihten Altar) durch den Bischof von Lemberg nach römisch-katholischen Ritus vollzogen. Erzherzog Joseph war der siebente Sohn von Leopold II., Kaiser des Heiligen Römischen Reiches und König von Böhmen, Kroatien und Ungarn aus dem Hause Habsburg-Lothringen und der Infantin Maria Ludovica von Spanien aus dem Hause Bourbon.
Das junge Paar war einander herzlich zugetan und wohnte in Schloss Alcsút. Trotzdem war ihr Leben in der neuen Heimat nicht immer glücklich. Alexandra litt unter der Feindschaft, die die Kaiserin Maria Theresia, zweite Frau von Kaiser Franz II., ihr entgegenbrachte. Sie war eifersüchtig auf Alexandras Schönheit und deren Schmuck und Juwelen. Außerdem ähnelte sie stark Kaiser Franz’ erster Gemahlin Elisabeth von Württemberg, die Alexandras Tante mütterlicherseits gewesen war. Ihr orthodoxer Glaube erregte zudem Feindschaft zum römisch-katholischen österreichischen Kaiserhof.

### Tod und Beisetzung

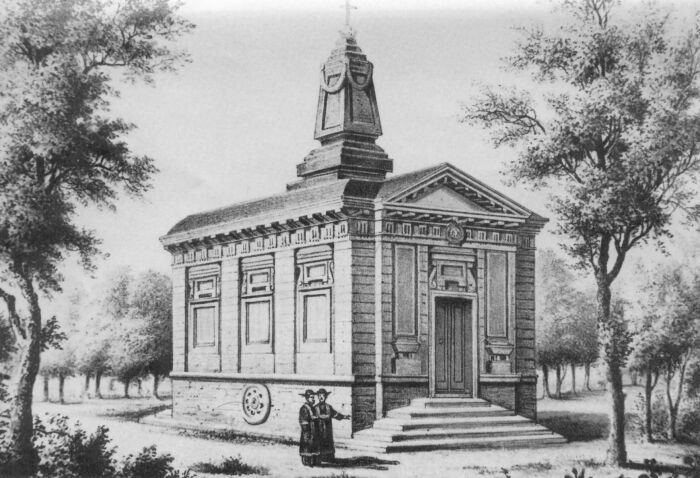
Im Zopfstil im Jahre 1803 errichtete Grabkapelle für Großfürstin Alexandra Pawlowna Romanoma in Üröm

Die glückliche Ehe endete am 8. März 1801 tragisch. An diesem Tag gebar Alexandra Pawlowna ein Mädchen (Erzherzogin Paulina), das jedoch noch am selben Tag starb. Die Mutter erholte sich nicht mehr und verstarb am 16. März 1801 an Kindbettfieber in Ofen. Im selben Monat verübte man auf ihren Vater, Zar Paul I. ein Attentat, bei dem er ums Leben kam.
Alexandra Pawlownas Leichnam wurde vorerst vorübergehend in der Kapuzinerkirche der ‚Wasserstadt’ von Ofen beigesetzt. Dem testamentarischen Vermächtnis der Großfürstin zufolge, die auf ihrem Lieblingsgut auf Üröm bestattet werde wollte, erteilte Palatin Joseph den Auftrag hier für sie eine orthodoxe Kapelle zu errichten. Mit der Planung wurde der Hofarchitekt des Palatins Stanislaus Heppe (*? – †1809) beauftragt. Der Grundstein wurde im Jahre 1802 gelegt. Die Einweihung der Grabkapelle nahm Alexandra Pawlownas Beichtvater – den sie aus St. Petersburg mitgebracht hatte – Dechant Andrej Samborski im Jahre 1803 vor.
Wegen der Angst vor französischen Truppen während des Napoleonischen Krieges wurde der Sarg (der bereits im Jahre 1802 in der unfertigen Kapelle beigesetzt wurde) wieder ausgelagert und erst 1814 wieder nach Üröm zurückgebracht.

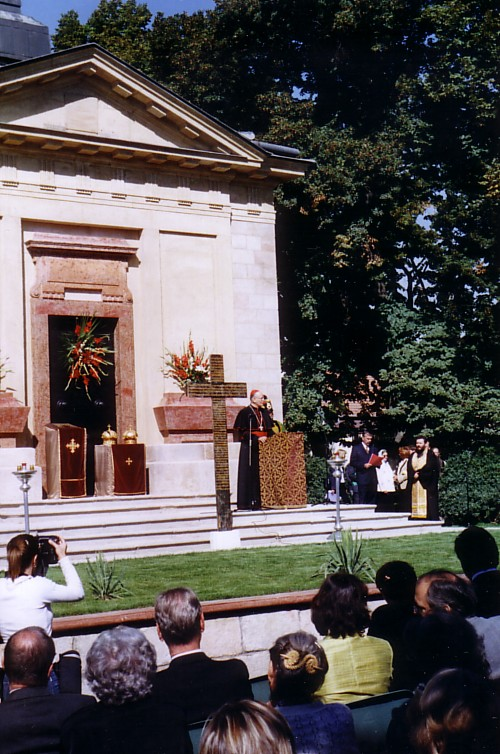
Neubestattung der sterblichen Überreste von Alexandra Pawlowna am 11. September 2004 in Üröm. (Am Mikrofon Péter Kardinal Erdő)

### Das spätere Schicksal der Grabstelle
Nach dem Tod von Palatin Joseph (1847) erhielten auch das Gut Üröm dessen Erben. Die Grabkapelle überstand die beiden Weltkriege unversehrt. Kurz nach dem Zweiten Weltkrieg wurde jedoch in die Kapelle eingebrochen, der Sarg auf der Suche nach Wertgegenständen gewaltsam geöffnet. Ein zweites Mal wurde am 26. April 1981 in die Grabkapelle eingebrochen; diesmal waren die Verwüstungen jedoch dermaßen groß, dass der Sarg (mit den geschändeten sterblichen Überresten der Großfürstin) in die Palatinusgruft in die Burg von Ofen gebracht werden musste. Dabei zeigte sich, dass ihr Leichnam mumifiziert und sehr gut erhalten war.
Dank der finanziellen Großzügigkeit eines Mäzens aus St. Petersburg, aber auch der Bereitwilligkeit der ungarischen Kommunalbehörden der Region sowie der Orthodox-Russischen St. Sergius-Gemeinde konnte das Grabkirchlein in Üröm wieder restauriert und in den ursprünglichen Zustand gebracht werden. Mit den Restaurierungsarbeiten begann man im Jahre 2003. Bereits am 11. September 2004 wurden Alexandra Pawlownas sterbliche Überreste aus der Palatinusgruft wieder an ihren ursprünglichen Bestattungsort – nach Üröm – rücküberführt und feierlich neu bestattet. Die feierliche Einsegnung wurde von Hilarion Alfejew, den (damaligen) orthodoxen Bischof von Wien und Österreich vorgenommen. An der Feierlichkeit nahm auch der Primas von Ungarn und Erzbischof von Gran-Budapest Peter Kardinal Erdő, viele Ehrengäste, sowie Vertreter der Familien Habsburg und Romanow teil.

## Archivinformationen
Alexandras Briefe an ihren Großvater, Friedrich II. Eugen, Herzog von Württemberg (zusammen mit Briefen ihrer Geschwister), die zwischen 1795 und 1797 geschrieben wurden, werden im Hauptstaatsarchiv Stuttgart aufbewahrt.
Alexandras Briefe an ihre Schwägerin, Kaiserin Maria Theresia, werden im Haus-, Hof- und Staatsarchiv in Wien aufbewahrt.

## Abstammung
|                                    |                                    |                                    |                                    |                                    |                                    |  |  | Christian August (Fürst von Anhalt-Zerbst) | Christian August (Fürst von Anhalt-Zerbst) | Christian August (Fürst von Anhalt-Zerbst) | Christian August (Fürst von Anhalt-Zerbst) | Christian August (Fürst von Anhalt-Zerbst) | Christian August (Fürst von Anhalt-Zerbst) |  |  | Johanna Elisabeth (Fürstin von Anhalt-Zerbst) | Johanna Elisabeth (Fürstin von Anhalt-Zerbst) | Johanna Elisabeth (Fürstin von Anhalt-Zerbst) | Johanna Elisabeth (Fürstin von Anhalt-Zerbst) | Johanna Elisabeth (Fürstin von Anhalt-Zerbst) | Johanna Elisabeth (Fürstin von Anhalt-Zerbst) |  |  | Karl Friedrich (Schleswig-Holstein-Gottorf) (Herzog von Schleswig-Holstein-Gottorf) | Karl Friedrich (Schleswig-Holstein-Gottorf) (Herzog von Schleswig-Holstein-Gottorf) | Karl Friedrich (Schleswig-Holstein-Gottorf) (Herzog von Schleswig-Holstein-Gottorf) | Karl Friedrich (Schleswig-Holstein-Gottorf) (Herzog von Schleswig-Holstein-Gottorf) | Karl Friedrich (Schleswig-Holstein-Gottorf) (Herzog von Schleswig-Holstein-Gottorf) | Karl Friedrich (Schleswig-Holstein-Gottorf) (Herzog von Schleswig-Holstein-Gottorf) |  |  | Anna Petrowna (Herzogin von Schleswig-Holstein-Gottorf)   | Anna Petrowna (Herzogin von Schleswig-Holstein-Gottorf)   | Anna Petrowna (Herzogin von Schleswig-Holstein-Gottorf)   | Anna Petrowna (Herzogin von Schleswig-Holstein-Gottorf)   | Anna Petrowna (Herzogin von Schleswig-Holstein-Gottorf)   | Anna Petrowna (Herzogin von Schleswig-Holstein-Gottorf)   |  |  | Karl Alexander (Herzog von Württemberg)      | Karl Alexander (Herzog von Württemberg)      | Karl Alexander (Herzog von Württemberg)      | Karl Alexander (Herzog von Württemberg)      | Karl Alexander (Herzog von Württemberg)      | Karl Alexander (Herzog von Württemberg)      |  |  | Maria Augusta (Herzogin von Württemberg) | Maria Augusta (Herzogin von Württemberg) | Maria Augusta (Herzogin von Württemberg) | Maria Augusta (Herzogin von Württemberg) | Maria Augusta (Herzogin von Württemberg) | Maria Augusta (Herzogin von Württemberg) |  |  | Friedrich Wilhelm (Markgraf von Brandenburg-Schwedt)  | Friedrich Wilhelm (Markgraf von Brandenburg-Schwedt)  | Friedrich Wilhelm (Markgraf von Brandenburg-Schwedt)  | Friedrich Wilhelm (Markgraf von Brandenburg-Schwedt)  | Friedrich Wilhelm (Markgraf von Brandenburg-Schwedt)  | Friedrich Wilhelm (Markgraf von Brandenburg-Schwedt)  |  |  | Sophie Dorothea Marie (Markgräfin von Brandenburg-Schwedt) | Sophie Dorothea Marie (Markgräfin von Brandenburg-Schwedt) | Sophie Dorothea Marie (Markgräfin von Brandenburg-Schwedt) | Sophie Dorothea Marie (Markgräfin von Brandenburg-Schwedt) | Sophie Dorothea Marie (Markgräfin von Brandenburg-Schwedt) | Sophie Dorothea Marie (Markgräfin von Brandenburg-Schwedt) |  |  |                     |                     |                     |                     |                     |                     |
|                                    |                                    |                                    |                                    |                                    |                                    |  |  | Christian August (Fürst von Anhalt-Zerbst) | Christian August (Fürst von Anhalt-Zerbst) | Christian August (Fürst von Anhalt-Zerbst) | Christian August (Fürst von Anhalt-Zerbst) | Christian August (Fürst von Anhalt-Zerbst) | Christian August (Fürst von Anhalt-Zerbst) |  |  | Johanna Elisabeth (Fürstin von Anhalt-Zerbst) | Johanna Elisabeth (Fürstin von Anhalt-Zerbst) | Johanna Elisabeth (Fürstin von Anhalt-Zerbst) | Johanna Elisabeth (Fürstin von Anhalt-Zerbst) | Johanna Elisabeth (Fürstin von Anhalt-Zerbst) | Johanna Elisabeth (Fürstin von Anhalt-Zerbst) |  |  | Karl Friedrich (Schleswig-Holstein-Gottorf) (Herzog von Schleswig-Holstein-Gottorf) | Karl Friedrich (Schleswig-Holstein-Gottorf) (Herzog von Schleswig-Holstein-Gottorf) | Karl Friedrich (Schleswig-Holstein-Gottorf) (Herzog von Schleswig-Holstein-Gottorf) | Karl Friedrich (Schleswig-Holstein-Gottorf) (Herzog von Schleswig-Holstein-Gottorf) | Karl Friedrich (Schleswig-Holstein-Gottorf) (Herzog von Schleswig-Holstein-Gottorf) | Karl Friedrich (Schleswig-Holstein-Gottorf) (Herzog von Schleswig-Holstein-Gottorf) |  |  | Anna Petrowna (Herzogin von Schleswig-Holstein-Gottorf)   | Anna Petrowna (Herzogin von Schleswig-Holstein-Gottorf)   | Anna Petrowna (Herzogin von Schleswig-Holstein-Gottorf)   | Anna Petrowna (Herzogin von Schleswig-Holstein-Gottorf)   | Anna Petrowna (Herzogin von Schleswig-Holstein-Gottorf)   | Anna Petrowna (Herzogin von Schleswig-Holstein-Gottorf)   |  |  | Karl Alexander (Herzog von Württemberg)      | Karl Alexander (Herzog von Württemberg)      | Karl Alexander (Herzog von Württemberg)      | Karl Alexander (Herzog von Württemberg)      | Karl Alexander (Herzog von Württemberg)      | Karl Alexander (Herzog von Württemberg)      |  |  | Maria Augusta (Herzogin von Württemberg) | Maria Augusta (Herzogin von Württemberg) | Maria Augusta (Herzogin von Württemberg) | Maria Augusta (Herzogin von Württemberg) | Maria Augusta (Herzogin von Württemberg) | Maria Augusta (Herzogin von Württemberg) |  |  | Friedrich Wilhelm (Markgraf von Brandenburg-Schwedt)  | Friedrich Wilhelm (Markgraf von Brandenburg-Schwedt)  | Friedrich Wilhelm (Markgraf von Brandenburg-Schwedt)  | Friedrich Wilhelm (Markgraf von Brandenburg-Schwedt)  | Friedrich Wilhelm (Markgraf von Brandenburg-Schwedt)  | Friedrich Wilhelm (Markgraf von Brandenburg-Schwedt)  |  |  | Sophie Dorothea Marie (Markgräfin von Brandenburg-Schwedt) | Sophie Dorothea Marie (Markgräfin von Brandenburg-Schwedt) | Sophie Dorothea Marie (Markgräfin von Brandenburg-Schwedt) | Sophie Dorothea Marie (Markgräfin von Brandenburg-Schwedt) | Sophie Dorothea Marie (Markgräfin von Brandenburg-Schwedt) | Sophie Dorothea Marie (Markgräfin von Brandenburg-Schwedt) |  |  |                     |                     |                     |                     |                     |                     |
|                                    |                                    |                                    |                                    |                                    |                                    |  |  |                                            |                                            |                                            |                                            |                                            |                                            |  |  |                                               |                                               |                                               |                                               |                                               |                                               |  |  |                                                                                     |                                                                                     |                                                                                     |                                                                                     |                                                                                     |                                                                                     |  |  |                                                           |                                                           |                                                           |                                                           |                                                           |                                                           |  |  |                                              |                                              |                                              |                                              |                                              |                                              |  |  |                                          |                                          |                                          |                                          |                                          |                                          |  |  |                                                       |                                                       |                                                       |                                                       |                                                       |                                                       |  |  |                                                            |                                                            |                                                            |                                                            |                                                            |                                                            |  |  |                     |                     |                     |                     |                     |                     |
|                                    |                                    |                                    |                                    |                                    |                                    |  |  |                                            |                                            |                                            |                                            |                                            |                                            |  |  |                                               |                                               |                                               |                                               |                                               |                                               |  |  |                                                                                     |                                                                                     |                                                                                     |                                                                                     |                                                                                     |                                                                                     |  |  |                                                           |                                                           |                                                           |                                                           |                                                           |                                                           |  |  |                                              |                                              |                                              |                                              |                                              |                                              |  |  |                                          |                                          |                                          |                                          |                                          |                                          |  |  |                                                       |                                                       |                                                       |                                                       |                                                       |                                                       |  |  |                                                            |                                                            |                                                            |                                                            |                                                            |                                                            |  |  |                     |                     |                     |                     |                     |                     |
|                                    |                                    |                                    |                                    |                                    |                                    |  |  | Friedrich August (Fürst von Anhalt-Zerbst) | Friedrich August (Fürst von Anhalt-Zerbst) | Friedrich August (Fürst von Anhalt-Zerbst) | Friedrich August (Fürst von Anhalt-Zerbst) | Friedrich August (Fürst von Anhalt-Zerbst) | Friedrich August (Fürst von Anhalt-Zerbst) |  |  | Katharina II. (Kaiserin von Russland)         | Katharina II. (Kaiserin von Russland)         | Katharina II. (Kaiserin von Russland)         | Katharina II. (Kaiserin von Russland)         | Katharina II. (Kaiserin von Russland)         | Katharina II. (Kaiserin von Russland)         |  |  | Peter III. (Kaiser von Russland)                                                    | Peter III. (Kaiser von Russland)                                                    | Peter III. (Kaiser von Russland)                                                    | Peter III. (Kaiser von Russland)                                                    | Peter III. (Kaiser von Russland)                                                    | Peter III. (Kaiser von Russland)                                                    |  |  |                                                           |                                                           |                                                           |                                                           |                                                           |                                                           |  |  |                                              |                                              |                                              |                                              |                                              |                                              |  |  | Friedrich Eugen (Herzog von Württemberg) | Friedrich Eugen (Herzog von Württemberg) | Friedrich Eugen (Herzog von Württemberg) | Friedrich Eugen (Herzog von Württemberg) | Friedrich Eugen (Herzog von Württemberg) | Friedrich Eugen (Herzog von Württemberg) |  |  | Friederike Dorothea Sophia (Herzogin von Württemberg) | Friederike Dorothea Sophia (Herzogin von Württemberg) | Friederike Dorothea Sophia (Herzogin von Württemberg) | Friederike Dorothea Sophia (Herzogin von Württemberg) | Friederike Dorothea Sophia (Herzogin von Württemberg) | Friederike Dorothea Sophia (Herzogin von Württemberg) |  |  |                                                            |                                                            |                                                            |                                                            |                                                            |                                                            |  |  |                     |                     |                     |                     |                     |                     |
|                                    |                                    |                                    |                                    |                                    |                                    |  |  | Friedrich August (Fürst von Anhalt-Zerbst) | Friedrich August (Fürst von Anhalt-Zerbst) | Friedrich August (Fürst von Anhalt-Zerbst) | Friedrich August (Fürst von Anhalt-Zerbst) | Friedrich August (Fürst von Anhalt-Zerbst) | Friedrich August (Fürst von Anhalt-Zerbst) |  |  | Katharina II. (Kaiserin von Russland)         | Katharina II. (Kaiserin von Russland)         | Katharina II. (Kaiserin von Russland)         | Katharina II. (Kaiserin von Russland)         | Katharina II. (Kaiserin von Russland)         | Katharina II. (Kaiserin von Russland)         |  |  | Peter III. (Kaiser von Russland)                                                    | Peter III. (Kaiser von Russland)                                                    | Peter III. (Kaiser von Russland)                                                    | Peter III. (Kaiser von Russland)                                                    | Peter III. (Kaiser von Russland)                                                    | Peter III. (Kaiser von Russland)                                                    |  |  |                                                           |                                                           |                                                           |                                                           |                                                           |                                                           |  |  |                                              |                                              |                                              |                                              |                                              |                                              |  |  | Friedrich Eugen (Herzog von Württemberg) | Friedrich Eugen (Herzog von Württemberg) | Friedrich Eugen (Herzog von Württemberg) | Friedrich Eugen (Herzog von Württemberg) | Friedrich Eugen (Herzog von Württemberg) | Friedrich Eugen (Herzog von Württemberg) |  |  | Friederike Dorothea Sophia (Herzogin von Württemberg) | Friederike Dorothea Sophia (Herzogin von Württemberg) | Friederike Dorothea Sophia (Herzogin von Württemberg) | Friederike Dorothea Sophia (Herzogin von Württemberg) | Friederike Dorothea Sophia (Herzogin von Württemberg) | Friederike Dorothea Sophia (Herzogin von Württemberg) |  |  |                                                            |                                                            |                                                            |                                                            |                                                            |                                                            |  |  |                     |                     |                     |                     |                     |                     |
|                                    |                                    |                                    |                                    |                                    |                                    |  |  |                                            |                                            |                                            |                                            |                                            |                                            |  |  |                                               |                                               |                                               |                                               |                                               |                                               |  |  |                                                                                     |                                                                                     |                                                                                     |                                                                                     |                                                                                     |                                                                                     |  |  |                                                           |                                                           |                                                           |                                                           |                                                           |                                                           |  |  |                                              |                                              |                                              |                                              |                                              |                                              |  |  |                                          |                                          |                                          |                                          |                                          |                                          |  |  |                                                       |                                                       |                                                       |                                                       |                                                       |                                                       |  |  |                                                            |                                                            |                                                            |                                                            |                                                            |                                                            |  |  |                     |                     |                     |                     |                     |                     |
|                                    |                                    |                                    |                                    |                                    |                                    |  |  |                                            |                                            |                                            |                                            |                                            |                                            |  |  |                                               |                                               |                                               |                                               |                                               |                                               |  |  |                                                                                     |                                                                                     |                                                                                     |                                                                                     |                                                                                     |                                                                                     |  |  |                                                           |                                                           |                                                           |                                                           |                                                           |                                                           |  |  |                                              |                                              |                                              |                                              |                                              |                                              |  |  |                                          |                                          |                                          |                                          |                                          |                                          |  |  |                                                       |                                                       |                                                       |                                                       |                                                       |                                                       |  |  |                                                            |                                                            |                                                            |                                                            |                                                            |                                                            |  |  |                     |                     |                     |                     |                     |                     |
|                                    |                                    |                                    |                                    |                                    |                                    |  |  |                                            |                                            |                                            |                                            |                                            |                                            |  |  |                                               |                                               |                                               |                                               |                                               |                                               |  |  |                                                                                     |                                                                                     |                                                                                     |                                                                                     |                                                                                     |                                                                                     |  |  | Paul I. (Kaiser von Russland)                             | Paul I. (Kaiser von Russland)                             | Paul I. (Kaiser von Russland)                             | Paul I. (Kaiser von Russland)                             | Paul I. (Kaiser von Russland)                             | Paul I. (Kaiser von Russland)                             |  |  | Sophie Dorothee (Kaiserin von Russland)      | Sophie Dorothee (Kaiserin von Russland)      | Sophie Dorothee (Kaiserin von Russland)      | Sophie Dorothee (Kaiserin von Russland)      | Sophie Dorothee (Kaiserin von Russland)      | Sophie Dorothee (Kaiserin von Russland)      |  |  | Friedrich I. (König von Württemberg)     | Friedrich I. (König von Württemberg)     | Friedrich I. (König von Württemberg)     | Friedrich I. (König von Württemberg)     | Friedrich I. (König von Württemberg)     | Friedrich I. (König von Württemberg)     |  |  |                                                       |                                                       |                                                       |                                                       |                                                       |                                                       |  |  |                                                            |                                                            |                                                            |                                                            |                                                            |                                                            |  |  |                     |                     |                     |                     |                     |                     |
|                                    |                                    |                                    |                                    |                                    |                                    |  |  |                                            |                                            |                                            |                                            |                                            |                                            |  |  |                                               |                                               |                                               |                                               |                                               |                                               |  |  |                                                                                     |                                                                                     |                                                                                     |                                                                                     |                                                                                     |                                                                                     |  |  | Paul I. (Kaiser von Russland)                             | Paul I. (Kaiser von Russland)                             | Paul I. (Kaiser von Russland)                             | Paul I. (Kaiser von Russland)                             | Paul I. (Kaiser von Russland)                             | Paul I. (Kaiser von Russland)                             |  |  | Sophie Dorothee (Kaiserin von Russland)      | Sophie Dorothee (Kaiserin von Russland)      | Sophie Dorothee (Kaiserin von Russland)      | Sophie Dorothee (Kaiserin von Russland)      | Sophie Dorothee (Kaiserin von Russland)      | Sophie Dorothee (Kaiserin von Russland)      |  |  | Friedrich I. (König von Württemberg)     | Friedrich I. (König von Württemberg)     | Friedrich I. (König von Württemberg)     | Friedrich I. (König von Württemberg)     | Friedrich I. (König von Württemberg)     | Friedrich I. (König von Württemberg)     |  |  |                                                       |                                                       |                                                       |                                                       |                                                       |                                                       |  |  |                                                            |                                                            |                                                            |                                                            |                                                            |                                                            |  |  |                     |                     |                     |                     |                     |                     |
|                                    |                                    |                                    |                                    |                                    |                                    |  |  |                                            |                                            |                                            |                                            |                                            |                                            |  |  |                                               |                                               |                                               |                                               |                                               |                                               |  |  |                                                                                     |                                                                                     |                                                                                     |                                                                                     |                                                                                     |                                                                                     |  |  |                                                           |                                                           |                                                           |                                                           |                                                           |                                                           |  |  |                                              |                                              |                                              |                                              |                                              |                                              |  |  |                                          |                                          |                                          |                                          |                                          |                                          |  |  |                                                       |                                                       |                                                       |                                                       |                                                       |                                                       |  |  |                                                            |                                                            |                                                            |                                                            |                                                            |                                                            |  |  |                     |                     |                     |                     |                     |                     |
|                                    |                                    |                                    |                                    |                                    |                                    |  |  |                                            |                                            |                                            |                                            |                                            |                                            |  |  |                                               |                                               |                                               |                                               |                                               |                                               |  |  |                                                                                     |                                                                                     |                                                                                     |                                                                                     |                                                                                     |                                                                                     |  |  |                                                           |                                                           |                                                           |                                                           |                                                           |                                                           |  |  |                                              |                                              |                                              |                                              |                                              |                                              |  |  |                                          |                                          |                                          |                                          |                                          |                                          |  |  |                                                       |                                                       |                                                       |                                                       |                                                       |                                                       |  |  |                                                            |                                                            |                                                            |                                                            |                                                            |                                                            |  |  |                     |                     |                     |                     |                     |                     |
| Alexander I. (Kaiser von Russland) | Alexander I. (Kaiser von Russland) | Alexander I. (Kaiser von Russland) | Alexander I. (Kaiser von Russland) | Alexander I. (Kaiser von Russland) | Alexander I. (Kaiser von Russland) |  |  | Konstantin (Großfürst von Russland)        | Konstantin (Großfürst von Russland)        | Konstantin (Großfürst von Russland)        | Konstantin (Großfürst von Russland)        | Konstantin (Großfürst von Russland)        | Konstantin (Großfürst von Russland)        |  |  | Alexandra Pawlowna Romanowa                   | Alexandra Pawlowna Romanowa                   | Alexandra Pawlowna Romanowa                   | Alexandra Pawlowna Romanowa                   | Alexandra Pawlowna Romanowa                   | Alexandra Pawlowna Romanowa                   |  |  | Helena Pawlowna Romanowa                                                            | Helena Pawlowna Romanowa                                                            | Helena Pawlowna Romanowa                                                            | Helena Pawlowna Romanowa                                                            | Helena Pawlowna Romanowa                                                            | Helena Pawlowna Romanowa                                                            |  |  | Maria Pawlowna (Großherzogin von Sachsen-Weimar-Eisenach) | Maria Pawlowna (Großherzogin von Sachsen-Weimar-Eisenach) | Maria Pawlowna (Großherzogin von Sachsen-Weimar-Eisenach) | Maria Pawlowna (Großherzogin von Sachsen-Weimar-Eisenach) | Maria Pawlowna (Großherzogin von Sachsen-Weimar-Eisenach) | Maria Pawlowna (Großherzogin von Sachsen-Weimar-Eisenach) |  |  | Katharina Pawlowna (Königin von Württemberg) | Katharina Pawlowna (Königin von Württemberg) | Katharina Pawlowna (Königin von Württemberg) | Katharina Pawlowna (Königin von Württemberg) | Katharina Pawlowna (Königin von Württemberg) | Katharina Pawlowna (Königin von Württemberg) |  |  | Olga                                     | Olga                                     | Olga                                     | Olga                                     | Olga                                     | Olga                                     |  |  | Anna Pawlowna                                         | Anna Pawlowna                                         | Anna Pawlowna                                         | Anna Pawlowna                                         | Anna Pawlowna                                         | Anna Pawlowna                                         |  |  | Nikolaus I. (Kaiser von Russland)                          | Nikolaus I. (Kaiser von Russland)                          | Nikolaus I. (Kaiser von Russland)                          | Nikolaus I. (Kaiser von Russland)                          | Nikolaus I. (Kaiser von Russland)                          | Nikolaus I. (Kaiser von Russland)                          |  |  | Michael Pawlowitsch | Michael Pawlowitsch | Michael Pawlowitsch | Michael Pawlowitsch | Michael Pawlowitsch | Michael Pawlowitsch |